# マーベル・シネマティック・ユニバース
「マーベル・シネマティック・ユニバース」（英: Marvel Cinematic Universe、MCU）は、マーベル・スタジオが製作するスーパーヒーロー映画を中心としたアメリカ合衆国のメディア・フランチャイズおよびシェアード・ユニバースである。
映画シリーズにおける世界興行収入ランキング第1位を記録している。

## 概要
アメリカン・コミックの「マーベル・コミック」を原作としたスーパーヒーローの映像作品を、同一の世界観のクロスオーバー作品として扱う作品群。実写の長編映画を基軸に、テレビシリーズのドラマおよびアニメーションなども展開している。
MCU最初の作品として、2008年に『アイアンマン』を公開。複数作品を発表順に集約して「フェーズ」とし、フェーズ1は2012年公開の『アベンジャーズ』で終了する。続く『アイアンマン3』（2013年公開）から『アントマン』（2015年公開）までの作品がフェーズ2、『シビル・ウォー/キャプテン・アメリカ』（2016年公開）から『スパイダーマン:ファー・フロム・ホーム』（2019年公開）までの作品がフェーズ3にあたる。これらの3フェーズから成る物語を「インフィニティ・サーガ」と呼称する。
フェーズ4は2021年1月Disney+配信の『ワンダヴィジョン』から開始し、2022年11月配信の『ガーディアンズ・オブ・ギャラクシー ホリデー・スペシャル』までの映画7作品、ドラマ7作品、アニメ2作品の計16作で構成されている。フェーズ4および、フェーズ5、フェーズ6から成る物語については、「マルチバース・サーガ」と名付けられている。
テレビドラマ作品は2013年以降から展開。2013年から2020年まではマーベル・テレビジョン製作のもとスピンオフ作品を発表。『エージェント・オブ・シールド』をABCのネットワーク放送で放送開始。2015年には『デアデビル』をNetflixで、2017年に『ランナウェイズ』をhuluで配信し、2018年には米ケーブルテレビ局フリーフォームで『クローク&ダガー』を放送した。2021年以降は映画と同様マーベル・スタジオが製作し、映画との相互的な影響のある作品を発表し、Disney+で配信。
上記のような作品以外にも、ビデオ収録の短編映画シリーズ「マーベル・ワンショット」や、YouTube配信の偽のニュース番組『WHIH Newsfront』といった作品世界のためのバイラル・マーケティングキャンペーンも展開している。

## 映画

### インフィニティ・サーガ
| #         | 作品名                                            | 北米公開日    | 日本公開日     | 監督                                | 脚本 |
| フェーズ1 | フェーズ1                                         | フェーズ1     | フェーズ1      | フェーズ1                           | フェーズ1 |
| --------- | ------------------------------------------------- | ------------- | -------------- | ----------------------------------- | --- |
| 1         | アイアンマン                                      | 2008年5月2日  | 2008年9月27日  | ジョン・ファヴロー                  | マーク・ファーガス ホーク・オストビー アート・マーカム マット・ホロウェイ                                                             |
| 2         | インクレディブル・ハルク                          | 2008年6月13日 | 2008年8月1日   | ルイ・レテリエ                      | ザック・ペン |
| 3         | アイアンマン2                                     | 2010年5月7日  | 2010年6月11日  | ジョン・ファヴロー                  | ジャスティン・セロー |
| 4         | マイティ・ソー                                    | 2011年5月6日  | 2011年7月2日   | ケネス・ブラナー                    | アシュリー・エドワード・ミラー ザック・ステンツ ドン・ペイン                                                                          |
| 5         | キャプテン・アメリカ/ザ・ファースト・アベンジャー | 2011年7月22日 | 2011年10月14日 | ジョー・ジョンストン                | クリストファー・マルクス スティーヴン・マクフィーリー                                                                                 |
| 6         | アベンジャーズ                                    | 2012年5月4日  | 2012年8月14日  | ジョス・ウェドン                    | ジョス・ウェドン |
| フェーズ2 |                                                   |               |                |                                     | |
| 7         | アイアンマン3                                     | 2013年5月3日  | 2013年4月26日  | シェーン・ブラック                  | ドリュー・ピアース シェーン・ブラック                                                                                                 |
| 8         | マイティ・ソー/ダーク・ワールド                   | 2013年11月8日 | 2014年2月1日   | アラン・テイラー                    | クリストファー・ヨスト クリストファー・マルクス スティーヴン・マクフィーリー                                                          |
| 9         | キャプテン・アメリカ/ウィンター・ソルジャー       | 2014年4月4日  | 2014年4月19日  | ジョー&アンソニー・ルッソ           | クリストファー・マルクス スティーヴン・マクフィーリイ                                                                                 |
| 10        | ガーディアンズ・オブ・ギャラクシー                | 2014年8月1日  | 2014年9月13日  | ジェームズ・ガン                    | ジェームズ・ガン |
| 11        | アベンジャーズ/エイジ・オブ・ウルトロン           | 2015年5月1日  | 2015年7月4日   | ジョス・ウェドン                    | ジョス・ウェドン |
| 12        | アントマン                                        | 2015年7月17日 | 2015年9月19日  | ペイトン・リード                    | エドガー・ライト ジョー・コーニッシュ アダム・マッケイ ポール・ラッド                                                                 |
| フェーズ3 |                                                   |               |                |                                     | |
| 13        | シビル・ウォー/キャプテン・アメリカ               | 2016年5月6日  | 2016年4月29日  | ジョー&アンソニー・ルッソ           | クリストファー・マルクス スティーヴン・マクフィーリー                                                                                 |
| 14        | ドクター・ストレンジ                              | 2016年11月4日 | 2017年1月27日  | スコット・デリクソン                | スコット・デリクソン C. ロバート・カージル ジョン・スペイツ                                                                           |
| 15        | ガーディアンズ・オブ・ギャラクシー:リミックス     | 2017年5月5日  | 2017年5月12日  | ジェームズ・ガン                    | ジェームズ・ガン |
| 16        | スパイダーマン:ホームカミング                     | 2017年7月7日  | 2017年8月11日  | ジョン・ワッツ                      | ジョナサン・ゴールドスタイン ジョン・フランシス・デイリー ジョン・ワッツ クリストファー・フォード クリス・マッケナ エリック・ソマーズ |
| 17        | マイティ・ソー バトルロイヤル                     | 2017年11月3日 | 2017年11月3日  | タイカ・ワイティティ                | エリック・ピアソン |
| 18        | ブラックパンサー                                  | 2018年2月16日 | 2018年3月1日   | ライアン・クーグラー                | ジョー・ロバート・コール ライアン・クーグラー                                                                                         |
| 19        | アベンジャーズ/インフィニティ・ウォー             | 2018年4月27日 | 2018年4月27日  | ジョー&アンソニー・ルッソ           | クリストファー・マルクス スティーヴン・マクフィーリー                                                                                 |
| 20        | アントマン&ワスプ                                 | 2018年7月6日  | 2018年8月31日  | ペイトン・リード                    | アンドリュー・バラー ガヴリエル・フェラーリ ポール・ラッド クリス・マッケーナ エリック・ソマーズ                                      |
| 21        | キャプテン・マーベル                              | 2019年3月8日  | 2019年3月15日  | ライアン・フレック アンナ・ボーデン | ジェネバ・ロバートソン＝ドゥウォレット                                                                                                |
| 22        | アベンジャーズ/エンドゲーム                       | 2019年4月26日 | 2019年4月26日  | ジョー&アンソニー・ルッソ           | クリストファー・マルクス スティーヴン・マクフィーリー                                                                                 |
| 23        | スパイダーマン:ファー・フロム・ホーム             | 2019年7月5日  | 2019年6月28日  | ジョン・ワッツ                      | クリス・マッケナ エリック・ソマーズ                                                                                                   |

### マルチバース・サーガ
| #         | 作品名                                                             | 北米公開日     | 日本公開日     | 監督                             | 脚本                                                                              |
| フェーズ4 | フェーズ4                                                          | フェーズ4      | フェーズ4      | フェーズ4                        | フェーズ4                                                                         |
| --------- | ------------------------------------------------------------------ | -------------- | -------------- | -------------------------------- | --------------------------------------------------------------------------------- |
| 24        | ブラック・ウィドウ                                                 | 2021年7月9日   | 2021年7月8日   | ケイト・ショートランド           | エリック・ピアソン                                                                |
| 25        | シャン・チー/テン・リングスの伝説                                  | 2021年9月3日   | 2021年9月3日   | デスティン・ダニエル・クレットン | デイヴ・キャラハム デスティン・ダニエル・クレットン                               |
| 26        | エターナルズ                                                       | 2021年11月5日  | 2021年11月5日  | クロエ・ジャオ                   | クロエ・ジャオ パトリック・バーリー                                               |
| 27        | スパイダーマン:ノー・ウェイ・ホーム                                | 2021年12月17日 | 2022年1月7日   | ジョン・ワッツ                   | クリス・マッケナ エリック・ソマーズ                                               |
| 27        | スパイダーマン:ノー・ウェイ・ホーム エクステンデッド・エディション | 2022年9月2日   | 2022年9月9日   | ジョン・ワッツ                   | クリス・マッケナ エリック・ソマーズ                                               |
| 28        | ドクター・ストレンジ/マルチバース・オブ・マッドネス                | 2022年5月6日   | 2022年5月4日   | サム・ライミ                     | ジェイド・バードレッド マイケル・ヴァルドロン                                     |
| 29        | ソー:ラブ&サンダー                                                 | 2022年7月8日   | 2022年7月8日   | タイカ・ワイティティ             | タイカ・ワイティティ ジェニファー・ケイティ・ロビンソン                           |
| 30        | ブラックパンサー/ワカンダ・フォーエバー                            | 2022年11月11日 | 2022年11月11日 | ライアン・クーグラー             | ライアン・クーグラー ジョー・ロバート・コール                                     |
| フェーズ5 |                                                                    |                |                |                                  |                                                                                   |
| 31        | アントマン&ワスプ:クアントマニア                                   | 2023年2月17日  | 2023年2月17日  | ペイトン・リード                 | ジェフ・ラブネス                                                                  |
| 32        | ガーディアンズ・オブ・ギャラクシー:VOLUME 3                        | 2023年5月5日   | 2023年5月3日   | ジェームズ・ガン                 | ジェームズ・ガン                                                                  |
| 33        | マーベルズ                                                         | 2023年11月10日 | 2023年11月10日 | ニア・ダコスタ                   | ミーガン・マクドネル                                                              |
| 34        | デッドプール&ウルヴァリン                                          | 2024年7月26日  | 2024年7月26日  | ショーン・レヴィ                 | レット・リース ポール・ワーニック ウェンディ・モリノー リジー・モリノー＝ロジリン |
| 35        | キャプテン・アメリカ:ブレイブ・ニュー・ワールド                    | 2025年2月14日  | 2025年2月14日  | ジュリアス・オナー               | マルコム・スペルマン ダラン・マッソン マシュー・オートン                          |
| 36        | サンダーボルツ*                                                    | 2025年5月2日   | 2025年5月2日   | ジェイク・シュライアー           | エリック・ピアソン イ・サンジン                                                   |
| フェーズ6 |                                                                    |                |                |                                  |                                                                                   |
| 37        | ファンタスティック4:ファースト・ステップ                           | 2025年7月25日  | 2025年7月25日  | マット・シャックマン             | ジェフ・カフラン イアン・スプリンクラー ジョシュ・フリードマン                    |
| 38        | スパイダーマン:ブランド・ニュー・デイ                              | 2026年7月31日  | 2026年夏       | デスティン・ダニエル・クレットン | クリス・マッケナ エリック・ソマーズ                                               |
| 39        | アベンジャーズ/ドゥームズデイ                                      | 2026年12月18日 | 2026年12月18日 | ジョー&アンソニー・ルッソ        | スティーヴン・マクフィーリー                                                      |
|           | Avengers: Secret Wars                                              | 2027年12月17日 | TBA            | ジョー&アンソニー・ルッソ        | スティーヴン・マクフィーリー                                                      |

### 将来の企画
| 作品名                                                    | 監督                             | 脚本                             |
| --------------------------------------------------------- | -------------------------------- | -------------------------------- |
| Armor Wars                                                | TBA                              | ヤシル・レスター                 |
| Untitled Black Panther 3                                  | ライアン・クーグラー             | ライアン・クーグラー             |
| Blade                                                     | TBA                              | エリック・ピアソン               |
| Untitled Shang-Chi and the Legend of the Ten Rings sequel | デスティン・ダニエル・クレットン | デスティン・ダニエル・クレットン |
| Untitled X-men film                                       | ジェイク・シュライアー           | TBA                              |

上記以外にも作品は不明ながら、2027年7月23日、2028年2月18日、5月5日、11月10日、12月15日が公開予定日として発表されている。

## テレビシリーズ

### マーベル・テレビジョン
マーベル・エンターテインメントのテレビ部門（当時）であるマーベル・テレビジョン製作のもといくつかのドラマシリーズが制作され、それぞれABC、Netflix、Hulu、フリーフォームで放送・配信された。これらのドラマシリーズは映画作品と世界観や一部の出演者は共有しているものの、ストーリー上の直接の繋がりは薄く、映画のストーリーがドラマに与える影響はあっても、ドラマのストーリーが映画に与える影響はほとんど無い。また、マーベル・テレビジョンは2019年にマーベル・スタジオ内のレーベル・ブランドとして移管され、マーベル・テレビジョンでのドラマ製作を終了。以降は映画と同様マーベル・スタジオによる製作で作品を展開している（マーベル・シネマティック・ユニバース § マーベル・スタジオ）。
| シリーズ名                                                   | シーズン | シーズン | 話数 | 放送日（米国）／配信日（米国） | 放送日（米国）／配信日（米国） | 放送局         |
| シリーズ名                                                   | シーズン | シーズン | 話数 | シーズン初回                   | シーズン最終回                 | 放送局         |
| ------------------------------------------------------------ | -------- | -------- | ---- | ------------------------------ | ------------------------------ | -------------- |
| ABCシリーズ                                                  |          |          |      |                                |                                |                |
| エージェント・オブ・シールド Marvel's Agents of S.H.I.E.L.D. |          | 1        | 22話 | 2013年9月24日                  | 2014年5月13日                  | ABC            |
| エージェント・オブ・シールド Marvel's Agents of S.H.I.E.L.D. |          | 2        | 22話 | 2014年9月23日                  | 2015年5月12日                  | ABC            |
| エージェント・オブ・シールド Marvel's Agents of S.H.I.E.L.D. |          | 3        | 22話 | 2015年9月29日                  | 2016年5月17日                  | ABC            |
| エージェント・オブ・シールド Marvel's Agents of S.H.I.E.L.D. |          | 4        | 22話 | 2016年9月20日                  | 2017年5月16日                  | ABC            |
| エージェント・オブ・シールド Marvel's Agents of S.H.I.E.L.D. |          | 5        | 22話 | 2017年12月1日                  | 2018年5月18日                  | ABC            |
| エージェント・オブ・シールド Marvel's Agents of S.H.I.E.L.D. |          | 6        | 13話 | 2019年5月10日                  | 2019年8月2日                   | ABC            |
| エージェント・オブ・シールド Marvel's Agents of S.H.I.E.L.D. |          | 7        | 13話 | 2020年5月27日                  | 2020年8月12日                  | ABC            |
| エージェント・カーター Marvel's Agent Carter                 |          | 1        | 8話  | 2015年1月6日                   | 2015年2月24日                  | ABC            |
| エージェント・カーター Marvel's Agent Carter                 |          | 2        | 10話 | 2016年1月19日                  | 2016年3月1日                   | ABC            |
| インヒューマンズ Marvel's Inhumans                           |          | 1        | 8話  | 2017年9月29日                  | 2017年11月10日                 | ABC            |
| Netflixシリーズ                                              |          |          |      |                                |                                |                |
| デアデビル Marvel's Daredevil                                |          | 1        | 13話 | 2015年4月10日（全話一挙配信）  | 2015年4月10日（全話一挙配信）  | Netflix        |
| デアデビル Marvel's Daredevil                                |          | 2        | 13話 | 2016年3月18日（全話一挙配信）  | 2016年3月18日（全話一挙配信）  | Netflix        |
| デアデビル Marvel's Daredevil                                |          | 3        | 13話 | 2018年10月19日（全話一挙配信） | 2018年10月19日（全話一挙配信） | Netflix        |
| ジェシカ・ジョーンズ Marvel's Jessica Jones                  |          | 1        | 13話 | 2015年11月20日（全話一挙配信） | 2015年11月20日（全話一挙配信） | Netflix        |
| ジェシカ・ジョーンズ Marvel's Jessica Jones                  |          | 2        | 13話 | 2018年3月8日（全話一挙配信）   | 2018年3月8日（全話一挙配信）   | Netflix        |
| ジェシカ・ジョーンズ Marvel's Jessica Jones                  |          | 3        | 13話 | 2019年6月14日（全話一挙配信）  | 2019年6月14日（全話一挙配信）  | Netflix        |
| ルーク・ケイジ Marvel's Luke Cage                            |          | 1        | 13話 | 2016年9月30日（全話一挙配信）  | 2016年9月30日（全話一挙配信）  | Netflix        |
| ルーク・ケイジ Marvel's Luke Cage                            |          | 2        | 13話 | 2018年6月22日（全話一挙配信）  | 2018年6月22日（全話一挙配信）  | Netflix        |
| アイアン・フィスト Marvel's Iron Fist                        |          | 1        | 13話 | 2017年3月17日 (全話一挙配信)   | 2017年3月17日 (全話一挙配信)   | Netflix        |
| アイアン・フィスト Marvel's Iron Fist                        |          | 2        | 10話 | 2018年9月7日（全話一挙配信）   | 2018年9月7日（全話一挙配信）   | Netflix        |
| ザ・ディフェンダーズ Marvel's The Defenders                  |          | 1        | 8話  | 2017年8月18日 (全話一挙配信)   | 2017年8月18日 (全話一挙配信)   | Netflix        |
| パニッシャー Marvel's Punisher                               |          | 1        | 13話 | 2017年11月17日 (全話一挙配信)  | 2017年11月17日 (全話一挙配信)  | Netflix        |
| パニッシャー Marvel's Punisher                               |          | 2        | 13話 | 2019年1月18日 (全話一挙配信)   | 2019年1月18日 (全話一挙配信)   | Netflix        |
| ヤング・アダルト                                             |          |          |      |                                |                                |                |
| ランナウェイズ Marvel's Runaways                             |          | 1        | 10話 | 2017年11月21日                 | 2018年1月9日                   | Hulu           |
| ランナウェイズ Marvel's Runaways                             |          | 2        | 13話 | 2018年12月21日 (全話一挙配信)  | 2018年12月21日 (全話一挙配信)  | Hulu           |
| ランナウェイズ Marvel's Runaways                             |          | 3        | 10話 | 2019年12月13日 (全話一挙配信)  | 2019年12月13日 (全話一挙配信)  | Hulu           |
| クローク＆ダガー Marvel's Croke & Dagger                     |          | 1        | 10話 | 2018年6月7日                   | 2018年8月2日                   | フリーフォーム |
| クローク＆ダガー Marvel's Croke & Dagger                     |          | 2        | 10話 | 2019年4月4日                   | 2019年5月30日                  | フリーフォーム |
| アドベンチャー・イン・トゥ・フィア                           |          |          |      |                                |                                |                |
| ヘルストローム Marvel's Helstrom                             |          | 1        | 10話 | 2020年10月16日 (全話一挙配信)  | 2020年10月16日 (全話一挙配信)  | Hulu           |

#### ABCシリーズ
マーベル・テレビジョンとABCが製作するテレビシリーズで、マーベル・ヒーローズ（Marvel Heroes）とも呼称される。最初のテレビシリーズは『エージェント・オブ・シールド』である。2014年1月、『エージェント・カーター』シリーズが発表されたが、2016年5月に中止された。同年11月、マーベルとIMAXコーポレーションは、主役にした映画の予定されていたが中止された同名の種族をベースにした『インヒューマンズ』を発表した。ABCは2018年5月に同シリーズを中止した。2019年7月、『エージェント・オブ・シールド』の第7シーズンが最終作になることが発表された。

#### Netflixシリーズ
2013年10月までに、マーベルはビデオ・オン・デマンドやケーブルテレビ向けのドラマシリーズとミニシリーズを準備しており、Netflix、Amazon、WGNアメリカが興味を示していた。 ディズニーは翌月、「デアデビル」、「ジェシカ・ジョーンズ」、「アイアン・フィスト」、「ルーク・ケイジ」をベースにした実写シリーズをNetflixに提供することを発表した。ディズニーが独自のストリーミングサービス「Disney+」を開始するため、Netflixは2019年2月末までにすべてのシリーズを中止したが、既存のシーズンのストリーミングは続けた。 これらのキャラクターは中止後、少なくとも2年間はNetflix以外のシリーズや映画に出演することはできなかった。ローブは2019年8月に、マーベル・テレビジョンがNetflixのシリーズを内部的に「マーベル・ストリート・レベル・ヒーローズ」（Marvel Street-Level Heroes）または「マーベル・ナイツ」（Marvel Knights）と分類していると語った。2022年2月28日をもってNetflixで全作品が配信停止となった。同年3月16日からDisney+のサービス展開地域にて順次配信されることがウォルト・ディズニー・カンパニーから発表された。日本では同年6月24日から全作品が配信開始されているが、Disney+内では「ザ・ディフェンダーズ・サーガ」と分類されている。

#### ヤング・アダルト
2011年のサンディエゴ・コミコンでローブは、マーベル・コミックスのキャラクターである「クローク&ダガー」をベースにしたシリーズが開発中であることを発表した。フリーフォームは2016年4月にこのプロジェクトをシリーズ化を注文した。同年8月、Huluはコミックスのグループ「ランナウェイズ」をベースにした新シリーズを注文した。マーベルは当初、これらのシリーズをクロスオーバーさせる計画はないと言っていた が、「クローク＆ダガー」は2019年8月の『ランナウェイズ』第3シーズンに登場することが発表された。ローブは、マーベルが『ランナウェイズ』と『クローク＆ダガー』を「YA」、つまり「ヤングアダルト」のフランチャイズに分類していると説明し、マーベル・テレビジョンがヤングアダルトのジャンルに進出したのは、マーベル・スタジオが「スパイダーマン」で同じことをしていることに対抗してのことだと語っている。ローブは2つのシリーズの間にさらなるクロスオーバーがあることを期待していたが、『クローク＆ダガー』は2019年10月に中止され、続いて『ランナウェイズ』が同年11月に中止された。2022年現在ではDisney+で配信されている。

#### アドベンチャー・イン・トゥ・フィア
Huluは2019年5月に、ゴーストライダーとダイモーンとサターナ・ヘルストロームの兄妹を題材にした2つのシリーズを注文し、マーベルのNetflixの番組と同様の方法で2つの間の相互接続された宇宙を構築することを意図していた。マーベルはこのシリーズを「スピリッツ・オブ・ベンジェンス（復讐の心）」の礎として発表した。ローブは8月に、マーベルがこれらのシリーズをまとめて「アドベンチャー・イン・トゥ・フェア（恐怖への冒険）」と呼ぶようになったことを明らかにし、このバナーの下でさらに多くのシリーズが開発されていると語った。その1カ月後、Huluは創作性の違いを理由に「ゴーストライダー」を進めないことを決定した。12月にマーベル・テレビジョンがマーベル・スタジオに組み込まれた際、スタジオは『ヘルストローム』の制作は完了するが、それ以上のシリーズは開発されないとした。『ヘルストローム』は2020年10月にシーズン1が配信されたが同年12月にシーズン2以降の制作打ち切りが発表された。2022年現在ではDisney+で配信されている。

### マーベル・スタジオ
フェーズ4以降、映画と同じくマーベル・スタジオ製作の映画との相互的な繋がりがある物語の作品を展開している。また、実写作品のみならず『ホワット・イフ...?』などのアニメーション作品も展開している。いずれの作品も、基本的にDisney+で配信されている。
いくつかの作品は、MCUの物語に影響を与えることを目的としない独立した内容になっており、下記のブランドが設けられている。配信冒頭には、それぞれ専用のバナーが流れる。
Marvel Studios Special Presentations
約1時間のテレビスペシャル。『ウェアウルフ・バイ・ナイト』『ガーディアンズ・オブ・ギャラクシー ホリデー・スペシャル』のほか、Netflix『パニッシャー』のスペシャルも企画されている。
Marvel Spotlight
「より地に足のついたキャラクター主導の物語」としており、いわゆる予習復習を必要としないシリーズが対象のブランド。第一弾作品は『エコー』。
Marvel Television
「Marvel Spotlight」同様、物語を理解するためにフランチャイズのあらゆる作品をみる必要が無いドラマシリーズのためのブランド。かつてのドラマシリーズ製作を担当していたマーベル・テレビジョンとは別物である。『アガサ・オール・アロング』が該当。
Marvel Animation
「Marvel Television」のアニメーション版。『X-MEN '97』や『スパイダーマン:フレンドリー・ネイバーフッド』が該当。
| シリーズ名                                                                                          | シーズン   | 話数       | 放送日（米国）／配信日（米国） | 放送日（米国）／配信日（米国） |
| シリーズ名                                                                                          | シーズン   | 話数       | シーズン初回                   | シーズン最終回                 |
| --------------------------------------------------------------------------------------------------- | ---------- | ---------- | ------------------------------ | ------------------------------ |
| フェーズ4                                                                                           |            |            |                                |                                |
| ワンダヴィジョン WandaVision                                                                        | 1          | 9話        | 2021年1月15日                  | 2021年3月5日                   |
| ファルコン&ウィンター・ソルジャー The Falcon and the Winter Soldier                                 | 1          | 6話        | 2021年3月19日                  | 2021年4月23日                  |
| ロキ Loki                                                                                           | 1          | 6話        | 2021年6月9日                   | 2021年7月14日                  |
| ホワット・イフ...? What If...?                                                                      | 1          | 9話        | 2021年8月6日                   | 2021年10月6日                  |
| ホークアイ Hawkeye                                                                                  | 1          | 6話        | 2021年11月24日                 | 2021年12月29日                 |
| ムーンナイト Moon Knight                                                                            | 1          | 6話        | 2022年3月30日                  | 2022年5月4日                   |
| ミズ・マーベル Ms.Marvel                                                                            | 1          | 6話        | 2022年6月8日                   | 2022年7月13日                  |
| アイ・アム・グルート I Am Groot                                                                     | 1          | 5話        | 2022年8月10日(全話一挙配信)    | 2022年8月10日(全話一挙配信)    |
| シー・ハルク:ザ・アトーニー She-Hulk: Attorney at Law                                               | 1          | 9話        | 2022年8月17日                  | 2022年10月12日                 |
| ウェアウルフ・バイ・ナイト Werewolf by Night                                                        | スペシャル | スペシャル | 2022年10月7日                  | 2022年10月7日                  |
| ガーディアンズ・オブ・ギャラクシー ホリデー・スペシャル The Guardians of the Galaxy Holiday Special | スペシャル | スペシャル | 2022年11月25日                 | 2022年11月25日                 |
| フェーズ5                                                                                           |            |            |                                |                                |
| シークレット・インベージョン Secret Invasion                                                        | 1          | 6話        | 2023年6月21日                  | 2023年7月26日                  |
| アイ・アム・グルート I Am Groot                                                                     | 2          | 5話        | 2023年9月6日(全話一挙配信)     | 2023年9月6日(全話一挙配信)     |
| ロキ Loki                                                                                           | 2          | 6話        | 2023年10月6日                  | 2023年11月10日                 |
| ホワット・イフ...? What If...?                                                                      | 2          | 9話        | 2023年12月22日                 | 2023年12月30日                 |
| ホワット・イフ...? What If...?                                                                      | 3          | 8話        | 2024年12月22日                 | 2024年12月29日                 |
| エコー Echo                                                                                         | 1          | 5話        | 2024年1月10日(全話一挙配信)    | 2024年1月10日(全話一挙配信)    |
| アガサ・オール・アロング Agatha All Along                                                           | 1          | 9話        | 2024年9月19日                  | 2024年11月7日                  |
| スパイダーマン:フレンドリー・ネイバーフッド Your Friendly Neighborhood Spider-Man                   | 1          | 10話       | 2025年1月29日                  | 2025年2月19日                  |
| デアデビル: ボーン・アゲイン Daredevil: Born Again                                                  | 1          | 9話        | 2025年3月4日                   | 2025年4月16日                  |
| アイアンハート Ironheart                                                                            | 1          | 6話        | 2025年6月24日                  | 2025年7月1日                   |
| フェーズ6                                                                                           |            |            |                                |                                |
| アイズ・オブ・ワカンダ Eyes of Wakanda                                                              | 1          | 4話        | 2025年8月1日                   | 2025年8月1日                   |
| Marvel Zombies                                                                                      | 1          | 4話        | 2025年9月24日                  | 2025年9月24日                  |
| Wonder Man                                                                                          | 1          | 8話        | 2025年12月                     | -                              |
| Vision Quest                                                                                        | 1          | -          | 2026年                         | -                              |
| フェーズ不明                                                                                        |            |            |                                |                                |
| Untitled Punisher special                                                                           | スペシャル | スペシャル | 2026年2月                      | -                              |
| スパイダーマン: フレンドリー・ネイバーフッド Your Friendly Neighborhood Spider-Man                  | 2          | -          | 2026年11月                     | -                              |
| スパイダーマン: フレンドリー・ネイバーフッド Your Friendly Neighborhood Spider-Man                  | 3          | -          | -                              | -                              |
| デアデビル: ボーン・アゲイン Daredevil: Born Again                                                  | 2          | 9話        | 2026年3月                      | -                              |
| Untitled Nova series                                                                                | 1          | -          | -                              | -                              |

## 評価

### 興行成績
| 作品名                                              | 北米公開日     | 興行収入        | 興行収入        | 興行収入        | 製作費         | 出典   |
| 作品名                                              | 北米公開日     | 北米            | 北米以外        | 全世界          | 製作費         | 出典   |
| --------------------------------------------------- | -------------- | --------------- | --------------- | --------------- | -------------- | ------ |
| アイアンマン                                        | 2008年5月2日   | $319,034,126    | $266,762,121    | $585,796,247    | $140,000,000   | [ 50 ] |
| インクレディブル・ハルク                            | 2008年6月13日  | $134,806,913    | $128,620,638    | $263,427,551    | $150,000,000   | [ 51 ] |
| アイアンマン2                                       | 2010年5月7日   | $312,433,331    | $311,500,000    | $623,933,331    | $200,000,000   | [ 52 ] |
| マイティ・ソー                                      | 2011年5月6日   | $181,030,624    | $268,295,994    | $449,326,618    | $150,000,000   | [ 53 ] |
| キャプテン・アメリカ/ザ・ファースト・アベンジャー   | 2011年7月22日  | $176,654,505    | $193,915,269    | $370,569,774    | $140,000,000   | [ 54 ] |
| アベンジャーズ                                      | 2012年5月4日   | $623,357,910    | $895,455,078    | $1,518,812,988  | $220,000,000   | [ 55 ] |
| アイアンマン3                                       | 2013年5月3日   | $409,013,994    | $805,797,258    | $1,214,811,252  | $200,000,000   | [ 56 ] |
| マイティ・ソー/ダーク・ワールド                     | 2013年11月8日  | $206,362,140    | $438,209,262    | $644,571,402    | $170,000,000   | [ 57 ] |
| キャプテン・アメリカ/ウィンター・ソルジャー         | 2014年4月4日   | $259,766,572    | $454,497,695    | $714,264,267    | $170,000,000   | [ 58 ] |
| ガーディアンズ・オブ・ギャラクシー                  | 2014年8月1日   | $333,176,600    | $440,152,029    | $773,328,629    | $170,000,000   | [ 59 ] |
| アベンジャーズ/エイジ・オブ・ウルトロン             | 2015年5月1日   | $459,005,868    | $946,397,826    | $1,405,403,694  | $250,000,000   | [ 60 ] |
| アントマン                                          | 2015年7月17日  | $180,202,163    | $339,109,802    | $519,311,965    | $130,000,000   | [ 61 ] |
| シビル・ウォー/キャプテン・アメリカ                 | 2016年5月6日   | $408,084,349    | $745,220,146    | $1,153,304,495  | $250,000,000   | [ 62 ] |
| ドクター・ストレンジ                                | 2016年11月4日  | $232,641,920    | $445,076,475    | $677,718,395    | $165,000,000   | [ 63 ] |
| ガーディアンズ・オブ・ギャラクシー:リミックス       | 2017年5月5日   | $389,813,101    | $473,742,192    | $863,555,293    | $200,000,000   | [ 64 ] |
| スパイダーマン:ホームカミング                       | 2017年7月7日   | $334,201,140    | $545,965,784    | $880,166,924    | $175,000,000   | [ 65 ] |
| マイティ・ソー バトルロイヤル                       | 2017年11月3日  | $315,034,103    | $538,831,458    | $853,865,561    | $180,000,000   | [ 66 ] |
| ブラックパンサー                                    | 2018年2月16日  | $700,059,566    | $646,853,595    | $1,346,913,161  | $200,000,000   | [ 67 ] |
| アベンジャーズ/インフィニティ・ウォー               | 2018年4月27日  | $678,815,482    | $1,369,544,272  | $2,048,359,754  | $316,000,000   | [ 68 ] |
| アントマン&ワスプ                                   | 2018年7月6日   | $216,648,740    | $406,025,399    | $622,674,139    | $162,000,000   | [ 69 ] |
| キャプテン・マーベル                                | 2019年3月8日   | $424,301,102    | $700,804,201    | $1,125,105,303  | $152,000,000   | [ 70 ] |
| アベンジャーズ/エンドゲーム                         | 2019年4月26日  | $858,373,000    | $1,939,427,564  | $2,797,800,564  | $356,000,000   | [ 71 ] |
| スパイダーマン:ファー・フロム・ホーム               | 2019年7月2日   | $390,532,085    | $741,395,911    | $1,131,927,996  | $160,000,000   | [ 72 ] |
| ブラック・ウィドウ                                  | 2021年7月9日   | $183,651,655    | $196,100,000    | $379,751,655    | $200,000,000   | [ 73 ] |
| シャン・チー/テン・リングスの伝説                   | 2021年9月3日   | $224,543,292    | $207,700,000    | $432,243,292    | $200,000,000   | [ 74 ] |
| エターナルズ                                        | 2021年11月5日  | $164,870,234    | $237,194,665    | $402,064,899    | $200,000,000   | [ 75 ] |
| スパイダーマン:ノー・ウェイ・ホーム                 | 2021年12月17日 | $813,700,466    | $1,100,500,000  | $1,914,200,466  | $200,000,000   | [ 76 ] |
| ドクター・ストレンジ/マルチバース・オブ・マッドネス | 2022年5月6日   | $411,331,607    | $544,444,197    | $955,775,804    | $200,000,000   | [ 77 ] |
| ソー: ラブ＆サンダー                                | 2022年7月8日   | $343,256,830    | $417,671,251    | $760,928,081    | $250,000,000   | [ 78 ] |
| ブラックパンサー/ワカンダー・フォーエバー           | 2022年11月11日 | $453,829,060    | $405,379,776    | $859,208,836    | $250,000,000   | [ 79 ] |
| アントマン＆ワスプ: クアントマニア                  | 2023年2月17日  | $214,426,569    | $261,566,271    | $475,992,840    | $200,000,000   | [ 80 ] |
| ガーディアンズ・オブ・ギャラクシー: VOLUME 3        | 2023年5月6日   | $284,875,817    | $393,621,132    | $678,496,949    | $250,000,000   | [ 81 ] |
|                                                     | 合計           | $11,637,834,864 | $17,805,777,261 | $29,443,612,125 | $6,356,000,000 |        |

### 批評家の反応
| 作品                                                | 批評家            | 批評家          | 一般観客    |
| 作品                                                | Rotten Tomatoes   | Metacritic      | CinemaScore |
| --------------------------------------------------- | ----------------- | --------------- | ----------- |
| アイアンマン                                        | 94% (281 reviews) | 79 (38 reviews) | A           |
| インクレディブル・ハルク                            | 67% (238 reviews) | 61 (38 reviews) | A-          |
| アイアンマン2                                       | 72% (303 reviews) | 57 (40 reviews) | A           |
| マイティ・ソー                                      | 77% (293 reviews) | 57 (40 reviews) | B+          |
| キャプテン・アメリカ/ザ・ファースト・アベンジャー   | 79% (273 reviews) | 66 (43 reviews) | A-          |
| アベンジャーズ                                      | 91% (365 reviews) | 69 (43 reviews) | A+          |
| アイアンマン3                                       | 79% (331 reviews) | 62 (44 reviews) | A           |
| マイティ・ソー/ダーク・ワールド                     | 66% (287 reviews) | 54 (44 reviews) | A-          |
| キャプテン・アメリカ/ウィンター・ソルジャー         | 90% (311 reviews) | 70 (48 reviews) | A           |
| ガーディアンズ・オブ・ギャラクシー                  | 92% (338 reviews) | 76 (53 reviews) | A           |
| アベンジャーズ/エイジ・オブ・ウルトロン             | 76% (379 reviews) | 66 (49 reviews) | A           |
| アントマン                                          | 83% (339 reviews) | 64 (44 reviews) | A           |
| シビル・ウォー/キャプテン・アメリカ                 | 90% (425 reviews) | 75 (53 reviews) | A           |
| ドクター・ストレンジ                                | 89% (387 reviews) | 72 (49 reviews) | A           |
| ガーディアンズ・オブ・ギャラクシー:リミックス       | 85% (426 reviews) | 67 (48 reviews) | A           |
| スパイダーマン:ホームカミング                       | 92% (399 reviews) | 73 (51 reviews) | A           |
| マイティ・ソー バトルロイヤル                       | 93% (440 reviews) | 74 (51 reviews) | A           |
| ブラックパンサー                                    | 96% (529 reviews) | 88 (55 reviews) | A+          |
| アベンジャーズ/インフィニティ・ウォー               | 85% (489 reviews) | 68 (53 reviews) | A           |
| アントマン&ワスプ                                   | 87% (443 reviews) | 70 (56 reviews) | A-          |
| キャプテン・マーベル                                | 79% (546 reviews) | 64 (56 reviews) | A           |
| アベンジャーズ/エンドゲーム                         | 94% (553 reviews) | 78 (57 reviews) | A+          |
| スパイダーマン: ファー・フロム・ホーム              | 90% (456 reviews) | 69 (55 reviews) | A           |
| ブラック・ウィドウ                                  | 79% (450 reviews) | 67 (56 reviews) | A-          |
| シャン・チー/テン・リングスの伝説                   | 91% (337 reviews) | 71 (51 reviews) | A           |
| エターナルズ                                        | 47% (401 reviews) | 62 (62 reviews) | B           |
| スパイダーマン: ノー・ウェイ・ホーム                | 93% (420 reviews) | 71 (60 reviews) | A+          |
| ドクター・ストレンジ/マルチバース・オブ・マッドネス | 74% (445 reviews) | 60 (65 reviews) | B+          |
| ソー: ラブ＆サンダー                                | 64% (423 reviews) | 57 (64 reviews) | B+          |
| ブラックパンサー/ワカンダ・フォーエバー             | 84% (344 reviews) | 67 (62 reviews) | A           |
| アントマン＆ワスプ: クアントマニア                  | 47% (389 reviews) | 48 (61 reviews) | B+          |
| ガーディアンズ・オブ・ギャラクシー: VOLUME 3        | 82% (361reviews)  | 64 (62 reviews) | A           |

## その他のメディア

### 短編映画
2011年8月、マーベルは「マーベル・ワンショット」という題の2作のビデオ短編映画を告知した。第1作の題は『マーベル・ワンショット: 相談役』であり、2011年9月3日に北米で発売された『マイティ・ソー』のBlu-ray Disc及びBlu-ray 3Dに付属された。第2作の題は『マーベル・ワンショット: ハンマー墜落現場へ向かう途中での出来事』である。「マーベル・ワンショット」2作はクラーク・グレッグ演じるフィル・コールソンを主役としており、S.H.I.E.L.D.エージェントとして活動する彼の1日が描かれる。第3作の短編映画『アイテム47』は2012年9月25日発売の『アベンジャーズ』のBlu-rayに収録された。第4作『エージェント・カーター』は2013年9月4日発売された『アイアンマン3』のBlu-rayに収録され、ヘイリー・アトウェルがペギー・カーター役で出演する。

### マーベル・スタジオ 知られざる秘密
マーベル・シネマティック・ユニバース（MCU）に登場するマーベル・コミックのキャラクターに基づいて、ストリーミングサービス「Disney+」で配信されているミニシリーズ。このシリーズではエピソードごとに個々のキャラクターを紹介する。

### マーベル・スタジオ アッセンブル
マーベル・スタジオ作品の制作過程を追う、Disney+で配信されるドキュメンタリーシリーズ。

### エム・パワー
マーベル作品に登場する女性ヒーローたちを称えて、女優たちにインタビューをし演技の裏側を紹介するドキュメンタリーシリーズ。

## ディズニーパークでのマーベル・シネマティック・ユニバース
ディズニーパークにマーベルのアトラクションを作るという話は2009年から始まっていた。ウォルト・ディズニー・カンパニーの2013-2014年の決算スピーチの中で、マーベルのナイトタイム・パレード、そしてマーベル・シネマティック・ユニバースからのキャラクターをテーマとしたエリアが作られると発表した。世界観は『マーベル・テーマパーク・ユニバース』と呼ばれる。
ディズニー・パークス・エクスペリエンス・プロダクツはマーベル関連を増やす考えで、ディズニー・クルーズ・ラインではマーベルキャラクターとグリーティングが出来る。世界にある6つあるディズニーリゾートのうち、東京ディズニーリゾートを除く5つのディズニーリゾートでマーベルエリア、アトラクションなどを数多く展開している。また、ディズニーランド・モノレールやウォルト・ディズニー・ワールド・モノレール・システムに映画『アベンジャーズ』をテーマとしたラッピングが行われた。ディズニーランド・パリにはディズニー・ホテル・ニューヨークがマーベルホテルにリニューアルされる。また、上海ディズニーランドは2016年の開園同時にマーベルエリアが存在する。日本でもウォルト・ディズニー・ジャパンが所有するディズニーストアでマーベル関連のグッズが販売されているほか、ディズニーXDでも放送されている。
オリエンタルランドが運営する東京ディズニーリゾートのみオリエンタルランドの意志により、以下のマーベル関連のアトラクションやエリアは発表されていない。
東京ディズニーリゾート ハロウィンでも世界で唯一マーベル仮装は長年禁止となっていたが、2022年の東京ディズニーリゾート ハロウィンにはスパイダーマンのみを除くマーベルキャラクターの仮装が解禁された。2023年には、東京ディズニーリゾート内にあるディズニーアンバサダーホテルにマーベルをテーマにした客室が設けられる。

### アトラクション
「アイアンマン・エクスペリエンス」("Iron Man Experience")
香港ディズニーランド・リゾートの香港ディズニーランドに、2017年1月11日にオープン。スターク・エキスポの名称が登場するなど、映画内での設定と関連している。
「ガーディアンズ・オブ・ギャラクシー - ミッション:ブレイクアウト!」("Guardians of the Galaxy - Mission Breakout!")
ディズニーランド・リゾートのディズニー・カリフォルニア・アドベンチャーに、2017年5月27日にオープン。ガーディアンズ・オブ・ギャラクシーをテーマにしたアトラクション。
「アントマン&ワスプ:ナノバトル!」（"Ant-Man and The Wasp： Nano Battle!"）
2019年3月30日に香港ディズニーランド内に『アントマン&ワスプ』をテーマにしたアトラクション。
「ガーディアンズ・オブ・ギャラクシー:コスミック・リワインド」("Guardians of the Galaxy： Cosmic Rewind")
ウォルト・ディズニー・ワールド・リゾートのエプコットに2022年オープン予定のアトラクション。ガーディアンズ・オブ・ギャラクシーをテーマにした2つ目のアトラクション。
「ウェブスリンガーズ:スパイダーマン・アドベンチャー」("WEB SLINGERS： A Spider-Man Adventure")
ディズニーランド・リゾートのディズニー・カリフォルニア・アドベンチャーに作られるアベンジャーズ・キャンパスの一環として2021年にカリフォルニアにオープンしたアトラクション。ユニバーサルパークのアトラクションである「アメイジング・アドベンチャー・オブ・スパイダーマン」に次ぐスパイダーマンをテーマにしたアトラクション。

### エリア
「アベンジャーズ・キャンパス」（"Avengers Campus"）
香港ディズニーランド、ウォルト・ディズニー・スタジオ・パーク、ディズニー・カリフォルニア・アドベンチャーに建設中のエリア。
「マーベル・ユニバース｣（"MARVEL Universe''）
上海ディズニーリゾートの上海ディズニーランドにある室内型のエリア。